# Orlak, el infierno de Frankenstein
Orlak, el infierno de Frankenstein è un film del 1960 diretto da Rafael Baledón.
Film horror liberamente tratto dal romanzo di Mary Shelley Frankenstein, o il moderno Prometeo del 1816.
È considerato un film di culto per gli elementi di fantascienza, come la creazione della vita artificiale attraverso vari esperimenti, e il terrore della vendetta e dell'omicidio.

## Trama
La storia è ambientata all'inizio del XX secolo, quando Jaime Rojas e il Dr. Frankenstein si incontrano in prigione. Il primo dopo essere stato accusato di rapina e omicidio, e il Dr. Frankenstein dopo essere stato scoperto a rubare cadaveri per i suoi esperimenti.
Jaime Rojas viene rilasciato e si offre di aiutare il dottore a fuggire e in seguito di supportarlo nei suoi esperimenti, ottenendo sangue umano per nutrire Orlak, il mostro creato da Frankenstein. Una volta che Orlak acquisisce forza, viene usato dallo stesso Jaime Rojas come strumento di vendetta.